# Krystalnatten
Krystalnatten fandt sted den 9. november 1938 i Tyskland.
I løbet af denne aften og nat ødelagde nationalsocialisterne et stort antal jødiske kirkegårde og butikker. Der blev ødelagt næsten 7.500 forretninger og nedbrændt ca. 200 synagoger.  Natten fik sit navn pga. de mange knuste ruder, der lå overalt i gaderne og glimtede som var de krystaller. 91 jøder blev pryglet ihjel, og i alt cirka 26.000 blev fængslet, fordi en 17-årig polsk jøde Herschel Grynszpan havde skudt Ernst vom Rath i Paris for at hævne, at hans familie var blevet udvist af Tyskland og tvangsflyttet til et fattigt område i Polen.

## Optakten
I 1938 var der tusindvis af polskfødte jøder, som blev tvunget til at forlade Tyskland og de fleste benyttede tog til den polske grænse. En jødisk mand, som havde boet i Tyskland ca. 30 år, men nu var blevet udvist til Polen sendte postkort til sin datter, hvori han beskrev hvilke elendige vilkår, de levede under, og hvordan SS-mændene piskede og slog dem, så der flød blod på vejene. Datteren videresendte postkortet til sin 17-årige bror, Herschel Grynszpan, som boede i Paris. Faderens oplysninger i postkortet medførte, at sønnen ønskede at tage hævn. Den 7. november 1938 skød Herschel Grynszpan den tyske diplomat Ernst vom Rath ved ambassaden i Paris. Efter attentatet sagde Hershel Grynszpan:
"Jeg har lige skudt en mand i hans kontor. Jeg fortryder det ikke. Jeg gjorde det for at hævne mine forældre, som lever i elendighed."
Den tyske diplomat blev meget alvorligt såret og døde den 9. november kl. 16:25.  Herschel Grynszpan ville egentlig have skudt den tyske ambassadør, men i stedet skød han den første diplomat, han mødte på ambassaden.
På trods af mordet er det vigtigt, at se Krystalnattens begivenheder som andet og mere end spontane optøjer, der skete som forargelse over en enkeltstående begivenhed. Da mordet fandt sted, havde ideerne om en "folkelig afstraffelse af jøderne" længe ligget i luften. Efter mordet henviste aviserne blandt andet i deres kommentarer til, at attentatet burde få de alvorligste følger for jøderne i Tyskland. Så mordet havde faktisk fået nazisternes jødehad til at blusse op.
Hitler befandt sig den 9. november 1938 på Rådhuset i München, hvor han skulle tale for nazistbevægelsens veteraner. Ved 21-tiden modtog han beskeden om den tyske diplomat Ernst vom Raths død i Paris. Efter modtagelsen af beskeden førte Adolf Hitler en lang samtale med propagandaminister Joseph Goebbels. Derefter forlod Hitler forsamlingen uden at have talt.  Senere informerede Goebbels så forsamlingen om drabet, hvilket ifølge tilstedeværende vidner gjorde stærkt indtryk på parti-veteranerne. Goebbels holdt derefter en hadefuld tale vendt mod jøderne, hvor han henviste til to jødefjendtlige demonstrationer i hhv. Kurthessen og Magdeburg-Anhalt. Han afsluttede talen med at referere til Hitlers holdning:
”Føreren har afgjort, at sådanne demonstrationer hverken må forberedes eller organiseres fra partiets side, men hvis de opstår spontant, bør der ikke lægges noget i vejen for dem.”
De tilstedeværende nazister fortolkede talen således, at partiet i offentligheden ikke måtte optræde som initiativtager til anti-jødiske demonstrationer, men at man skjult skulle organisere og gennemføre dem. Ved 22.30 tiden gik forsamlingen helt i opløsning. Partifunktionærerne gik i gang med at telefonere fra Rådhuset til deres partiafdelinger. De gav klare beskeder om, at man denne nat skulle slå til mod synagoger, jødiske huse og forretninger.

## Krystalnatten
Dagen hvor diplomaten døde (d.9. november) anslås det, at der var ca. 400.000 jøder i Tyskland.
Krystalnattens program gennemførtes af SA- og SS-mænd i civil og af aktivister fra NSDAP, som trængte ind i synagoger, ødelagde inventaret og herefter satte ild til alt. Andre tropper knuste ruderne på jødiske forretninger, stormede dem og raserede dem totalt. På trods af et forbud mod plyndring stjal de ofte alt inventaret i de jødiske forretninger og i de jødiske huse, som også blev stormet. Denne forfølgelse eller afstraffelse blev kaldt Kristallnacht  på grund af al det knuste glas - fra vinduerne i forretninger og synagoger – som lå overalt på gaderne. Under Krystalnatten var det meget vigtigt, at man ikke satte tyske liv eller ejendom i fare. Derfor måtte synagoger kun sættes i brand, hvis der ikke var fare for omkringliggende bygninger.
Skønt SS spillede en essentiel og sandsynligvis underkendt rolle, så var det SA, som de fleste ofre og iagttagere forbandt med Krystalnatten. Der var langt flere medlemmer i SA og partiet og ikke mindst SA's oplagte trang til vold og ødelæggelse fik afløb den nat.  Et eksempel på en hændelse i løbet af Krystalnatten var, da tre SA-mænd fulgte ordren om jødeafstraffelse, hvor de skiftede til civil og kørte til Rüdesheim. De brød ind i synagogen og sendte opsynsmanden bort med ordren til, at han skulle holde sig væk. Inde i synagogen plyndrede de og hældte fem l benzin ud over møblerne. De blev noget overraskede over, hvor meget kraft, der kan være i fem l benzin, og med nød og næppe slap de væk uden at blive forbrændte. De lokale slukkede branden, da gerningsmændene var kørt væk. Dog gjorde en gruppe nazister arbejdet færdigt næste dag. 
Det anslås, at ca. 30.000 jødiske mænd blev anholdt i løbet af Krystalnatten og holdt som fanger i forskellige koncentrationslejre. En jøde, som overlevede Krystalnatten efter at være blevet taget til fange, fortæller, hvad han oplevede på koncentrationslejren:
”I lejren skulle vi stå op i 19 timer (enkelte i op til 25 timer). Hvis en eller anden brød sammen, blev han udsat for spark og slag af geværkolber. Det første, der skete derefter var, at man kaldte på rabbineren. Han blev ført frem ved skægget og blev mishandlet. Så fik han et skilt i hånden, hvorpå der stod: ”Jeg er en landsforræder og medskyldig i mordet på vom Rath”. Skiltet skulle han bære rundt i udstrakt arm i 12 timer.”
Om frigivelsen beretter han:
”… Endelig, den 21. november, kom meddelelsen om vores frigivelse…”. ”Dagen efter, det var blevet meddelt, at vi blev løsladt, skulle vi stå fra klokken seks morgen til klokken seks aften i silende regn uden noget på hovedet, og om dagen skulle vi stå fra klokken 11 til tre uden at få mad eller komme på toilettet. Til sidst fik vi at vide, at jøder ikke fik nogen togbillet. Hertil bemærkede man "I kan for min skyld gå til fods, helt til Stargard (by øst for Stettin) hvis det skulle være". Vi betalte så for dem iblandt os, der ingen penge havde. Før vi kunne tage afsted, måtte vi dog vente 12 timer på stationen. Da alle jøder har lus, var vi blevet desinficeret, så vores tøj var helt ødelagt.” 
I to dage (d. 9. og 10. november 1938) drog nazisterne og deres medløbere hærgende gennem de tyske byer, hvor de mishandlede og dræbte 91 jøder. Mange jøder begik også selvmord, og det anslås at 267 synagoger blev ødelagt eller brændt og 7.500 forretninger blev vandaliseret. På grund af mange internationale protester og taktisk uenighed inden for NSDAP beordrede Goebbels pogromen afblæst efter næsten to dage med jødeafstraffelse.
I den berlinske bydel, Moabit, lå den største synagoge i Berlin. På krystalnatten blev den som 33 store synagoger og 80 jødiske bedehuse beskadiget, brændt eller revet ned. Synagogen i Moabit blev brugt som opsamlingssted for bydelens jøder. På steddet er der idag et mindesmærke.
Under Krystalnatten spillede Hitler stadig rollen som statsmand, og han formåede at fremstå, som om han ikke var involveret i ildspåsættelser og plyndringer. De ophørte den 10. november 1938, hvor civilklædte Gestapomænd gik rundt i gaderne, så de kunne sikre sig, at der ikke foregik flere plyndringer og afstraffelser.

## Konsekvenserne af Krystalnatten
Mange nazister opfattede Krystalnatten som en succes, da de med deres afstraffelser fik afløb for deres had overfor jøder. Dele af befolkningen havde også været positive over for aktionen, som medførte, at jøderne var blevet definitivt udskilt fra det tyske samfund. Ikke mindst var det med Krystalnatten blevet gjort klart for den tyske befolkning, at enhver solidaritet med jøderne kunne resultere i vold. Hovedformålet med den nye anti-jødiske lovgivning var at få jøderne til at udvandre. Det skulle gøres klart for de jøder, som ikke ønskede at emigrere, at deres situationen kun ville forværres, hvis de blev i Tyskland.